# Mustela nivalis vulgaris
Mustela nivalis vulgaris es una subespecie de  mamíferos carnívoros  de la familia Mustelidae subfamilia Mustelinae.

## Distribución geográfica
Se encuentra en Europa.